# Projet Tamarin
Pour les articles homonymes, voir Tamarin.
 (septembre 2022).
Le projet Tamarin est un projet open source sous triple-licence GPL/LGPL/MPL, initié par Adobe et la Fondation Mozilla, conciliant l'implémentation du standard ECMAScript Édition 4 (ES4) dans JavaScript 2.0 et ActionScript 3.0, avec la création d'une machine virtuelle pouvant exécuter des programmes écrits dans ces langages.

Cette machine virtuelle a été intégrée dans Flash 9 et devait aussi l'être dans Firefox 3.5, où elle a été remplacée par TraceMonkey.

## Histoire
Le projet a débuté lorsque Adobe a donné le code source de la machine virtuelle Tamarin et du compilateur JIT nanojit à la fondation Mozilla le 8 novembre 2006. Le but étant de faire le développement en commun pour améliorer le projet plus vite qu'il n'aurait été possible de le faire chacun de son côté. 

### Mozilla
- Implémentation du standard ES4 dans JavaScript 2.0 (JS2)
- Machine virtuelle Tamarin était originellement prévu pour être intégré à SpiderMonkey pour la sortie de Mozilla Firefox 3.5, mais TraceMonkey lui a été préféré.

### Adobe
- Implémentation du standard ES4 dans ActionScript 3.0
- Machine virtuelle Tamarin intégrée au lecteur Flash 9[2].